# VESA Local Bus
VESA Local Bus, también conocido por las siglas VLB, es un tipo de bus de datos para computadoras personales, utilizado mayoritariamente en equipos diseñados para el microprocesador Intel 80486. Diseñado por Video Electronics Standards Association (VESA), permite conectar directamente una tarjeta gráfica de ese estándar al microprocesador.
El VLB es compatible con el bus ISA, aunque mejora la respuesta gráfica solucionando el problema de la insuficiencia de flujo de datos de su predecesor. Para ello, su estructura consistía en una extensión del ISA de 16 bits. 
El gran tamaño de las tarjetas de expansión hizo desaparecer al bus VESA, junto a la aparición del bus PCI, mucho más rápido en velocidad de reloj y con menores dimensiones y mayor versatilidad.

## Datos técnicos

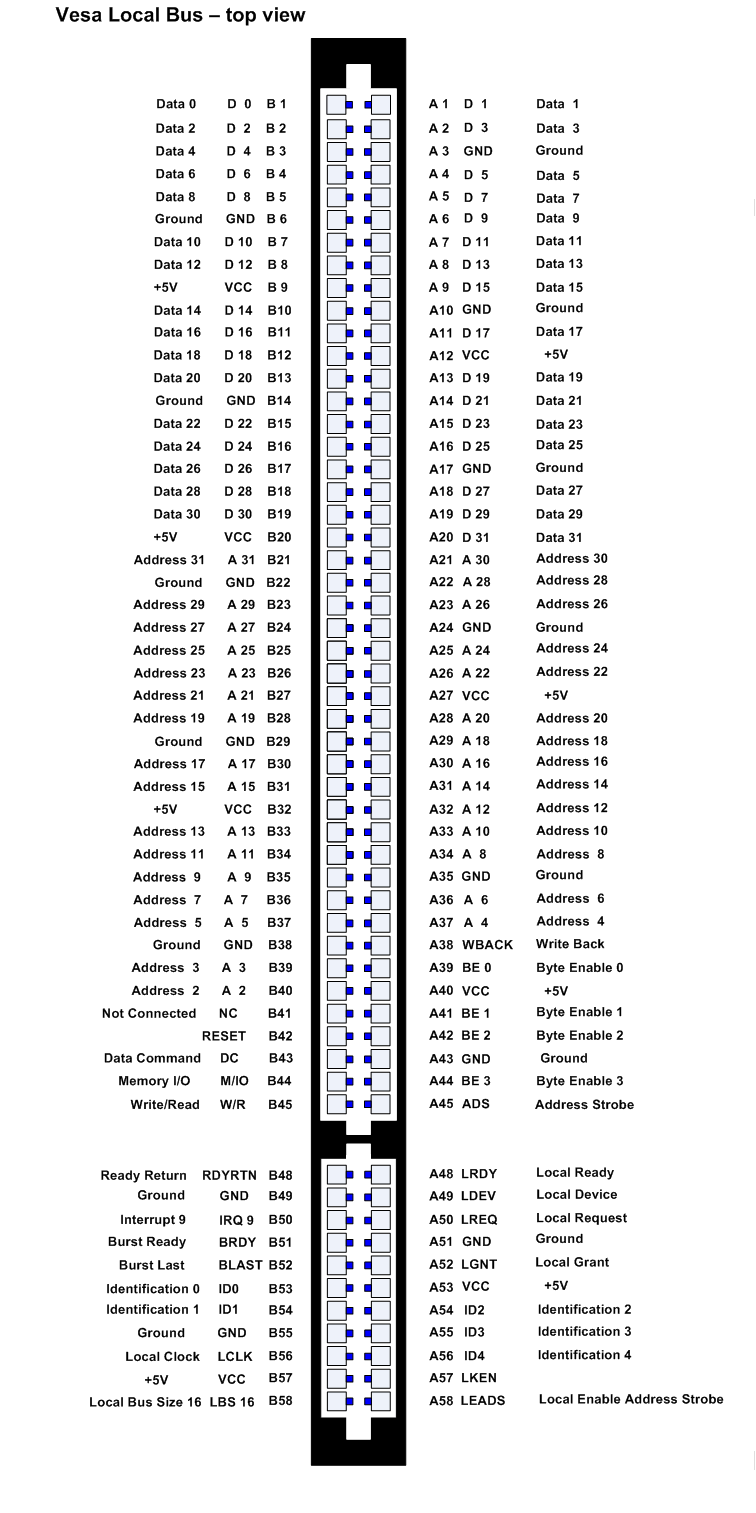
Pines de la ranura VLB.

| Ancho del Bus  | 32 bits |
| Compatible con | ISA 8 bit, ISA 16 bit, VLB |
| Pines          | 112 |
| Vcc            | +5 V |
| Reloj          | 486SX-25: 25 MHz 486DX2-50: 25 MHz 486DX-33: 33 MHz 486DX2-66: 33 MHz 486DX4-100: 33 MHz 486DX-40: 40 MHz 486DX2-80: 40 MHz 486DX4-120: 40 MHz 5x86@133 MHz: 33 MHz 5x86@160 MHz: 40 MHz 486DX-50: 50 MHz (fuera de especificación) |